# Сто солдатів і дві дівчини
«Сто солдатів і дві дівчини» (рос. «Сто солдат и две девушки») — радянський художній фільм 1989 року, знятий режисером Сергієм Мікаеляном на кіностудії «Ленфільм».

## Сюжет
Німецько-радянська війна. Героїня фільму — санінструктор Аля Буланіна, спілкування з якою відроджує віру солдатів у те, що вдома на них чекають і люблять.

## У ролях
- Майя Мелдере — Аля Буланіна
- Олександр Тимошкін — Микола Угольков
- Олександр Сайко — Олександр Олександрович Стародубцев
- Микола Устінов — Віктор Платонович Голуб, комбат
- Олексій Ясулович — Іпатов, москвич
- Володимир Поляков — Одинець, солдат
- Володимир Яворський — Крупа, солдат
- Г. Кілібаєв — Журубаєв, солдат
- Б. Ібрагімов — Мугалієв, солдат
- Грач'я Оганесян — Дарік Заназанян, солдат
- А. Малкін — солдат
- Н. Гонтовий — солдат
- А. Шубін — Веретьоха, солдат
- А. Волков — солдат
- С. Баранов — Панько, солдат
- Сергій Петров — Харахоров, солдат
- В. Канцер — сержант
- Володимир Іваровський — єфрейтор Рябоштан
- В. Парчуков — прапорщик Степулькін
- Б. Шилов — прапорщик
- Володимир Осипов — Нікольський, студент-ленінградець
- В. Коновод — зварювальник
- Л. Паутіна — Тася
- А. Докучаєв — сторож
- Е. Вайнбергс — епізод
- Олександр Водоп'янов — епізод
- Г. Гогмачадзе — епізод
- С. Зінатуллін — епізод
- С. Муравйов — епізод
- В. Нікітінський — епізод
- В. Погорєлов — епізод
- Віктор Татарський — епізод
- І. Ткаченко — епізод
- Є. Федоров — епізод
- Богдан Яцишин — лейтенант Щербаков (озвучив Андрій Князьков)
- Іван Герасевич — дневальний
- Олександр Половцев — епізод
- А. Рогозянов — епізод
- В. Іванов — епізод
- А. Мушкін — епізод
- Борис Мягтін — рядовий Цекуненко
- В. Рясков — епізод

## Знімальна група
- Режисер — Сергій Мікаелян
- Сценарист — Сергій Мікаелян
- Оператор — Володимир Ільїн
- Композитор — Андрій Петров
- Художники — Борис Бурмістров, Євген Гуков, Владислав Орлов